# 都留市駅

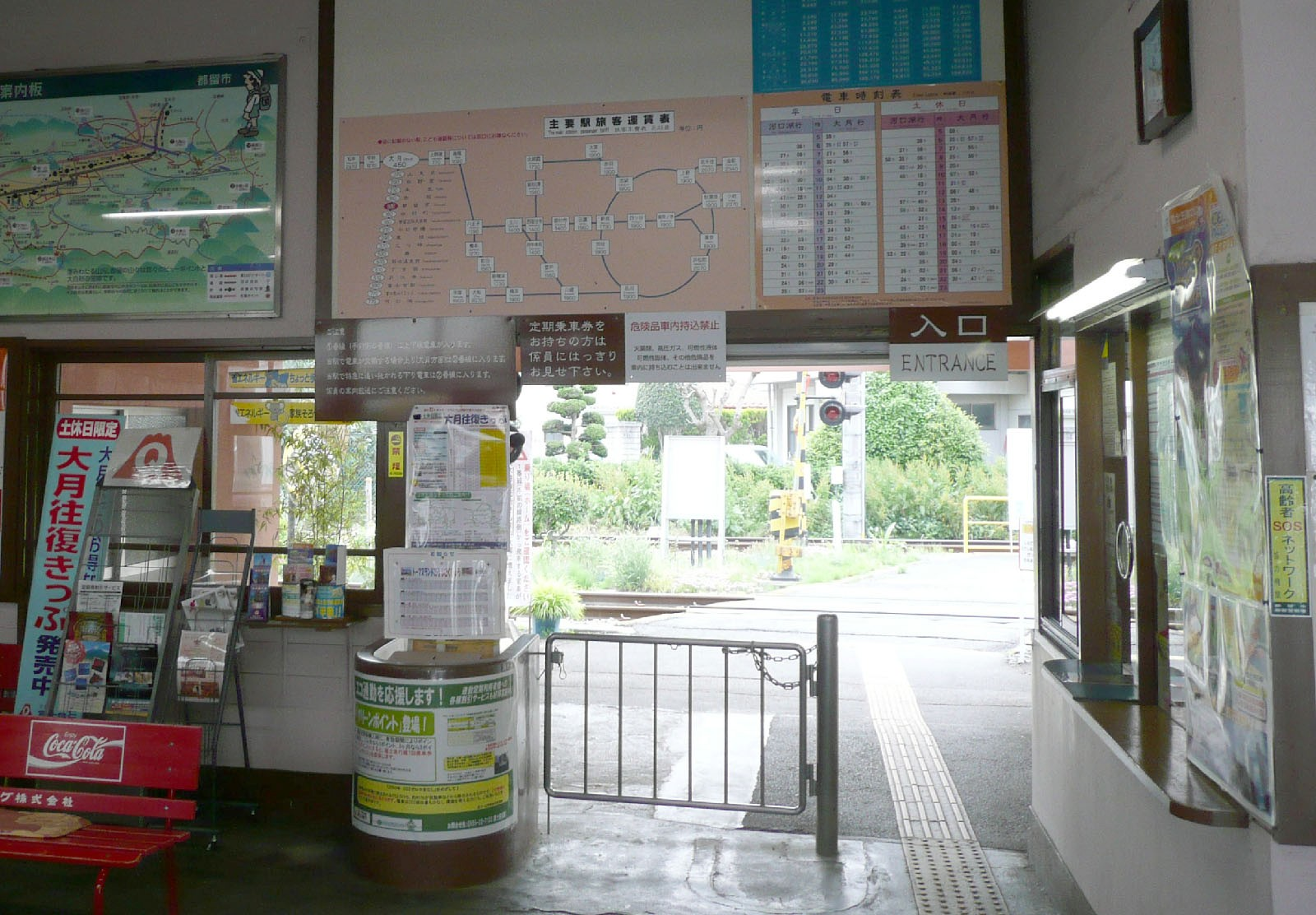
改札口（2009年6月）

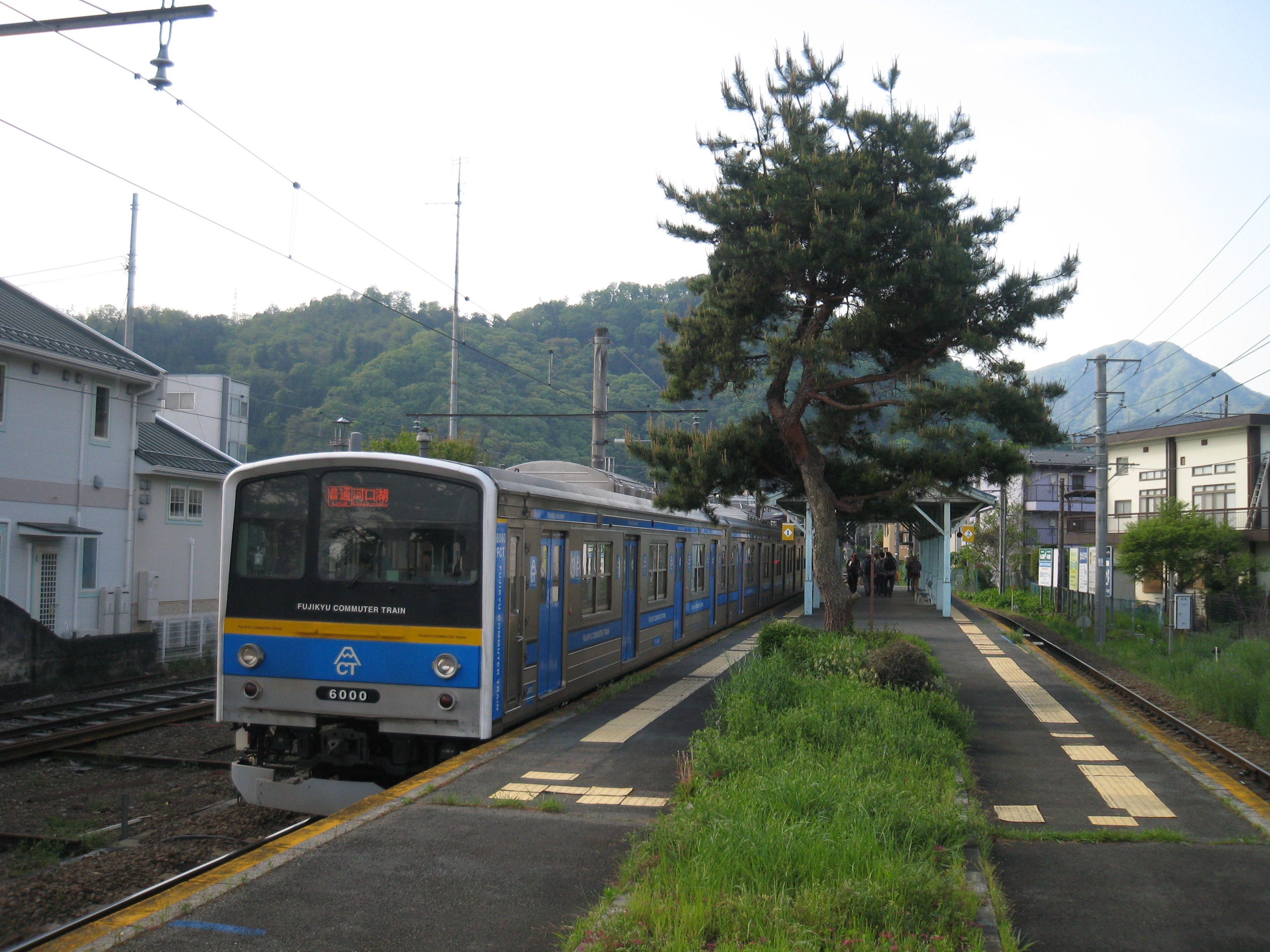
ホーム（2016年5月）

都留市駅（つるしえき）は、山梨県都留市つる一丁目にある富士山麓電気鉄道富士急行線の駅。駅番号はFJ06。
かつては特急停車駅であり、JTB時刻表では都留市の代表駅とされるが、都留文科大学前駅の開業以降は特急通過駅となっている。定期ダイヤでは始発・終着列車は設定されていないが、河口湖湖上祭等の開催に伴い河口湖駅発・都留市駅行の列車が設定されることがある。

## 歴史
- 1929年（昭和4年）6月19日：谷村横町駅（やむらよこまちえき）として開業。
- 1965年（昭和40年）3月1日：都留市駅に改称。
- 1980年（昭和55年）3月16日：委託化。
- 2015年（平成27年）3月14日：ICカード「Suica」の利用が可能となる[1]。
- 2017年（平成29年）3月4日：富士登山電車以外の快速がすべて停車するようになる。
- 2020年（令和2年）3月14日：快速列車が廃止され、普通列車のみの停車駅となる。
- 2022年（令和4年）4月1日：富士急行の鉄道事業分割に伴い、富士山麓電気鉄道の駅となる[2]。

## 駅構造
島式ホーム1面2線と、赤坂方から分岐して駅舎の脇に至る側線1本を有する地上駅。列車同士の行き違いが行われることがある。線路はほぼ南北に走っておりホームの東側に駅舎がある。
ホームの谷村町方の端は緩やかな坂になっておりここから1番線の線路を越えて駅舎まで構内踏切（遮断機・警報機つき）が延びている。駅舎は木造平屋建てだが大きなもので、前面の様式は特徴的である。駅舎の内部には広い待合所がある、自動券売機で切符を購入することになる。改札には簡易Suica改札機を設置している。駅舎の内部にはタクシーの待合所もあり、駅前にはタクシーが待機していることが多い。
以前は直営駅であったが1980年（昭和55年）から業務委託駅となっている。また1980年代までは駅構内に売店があったが現在は閉鎖されている。

### のりば
| 番線 | 路線        | 方向 | 行先                                 |
| ---- | ----------- | ---- | ------------------------------------ |
| 1・2 | ■富士急行線 | 下り | 富士山・富士急ハイランド・河口湖方面 |
| 1・2 | ■富士急行線 | 上り | 大月・東京・甲府方面                 |

- のりばは駅舎側が1番線、そうでない方が2番線である。1番線を主本線とした一線スルーとなっているため、通常は両方向とも1番線を使用する。
- 停車列車同士で行違いを行う場合は上り列車が2番線に入線するが、通過列車との行違い時は方向に関係なく2番線へ入線する。
- 以前のダイヤで見られた大月発の下り普通電車がこの駅で大月発のフジサン特急に追い抜かれる場合には、下り普通電車が2番線に停車していた。
- 当駅に停車するJR直通普通列車については、ホーム有効長を考慮して、行違い有無にかかわらず2番線へ入線する。

## 利用状況
2021年度（令和3年度）の1日平均乗降人員は347人である。
| 年度   | 1日平均 乗降人員 |
| ------ | ---------------- |
| 2013年 | 522              |
| 2014年 | 493              |
| 2015年 | 483              |
| 2016年 | 435              |
| 2017年 | 445              |
| 2018年 | 454              |
| 2019年 | 482              |
| 2020年 | 318              |
| 2021年 | 347              |

## 駅周辺
都留市の中心部・谷村にある駅で、ここから谷村町駅方面へ市街地が広がっている。駅周辺には商店街などもあるが都留市役所など各種施設へは谷村町駅の方が近い。
- 国道139号
- 中央自動車道都留インターチェンジ・都留バスストップ
- 都留郵便局
- 山梨信用金庫谷村支店

## バス路線
駅舎隣のバス乗り場から下表の路線バスが発着しているほか、予約型乗合タクシー「つる～と東桂」「つる～と盛里」が利用できる（事前に電話予約が必要）。また、当駅から徒歩8分のところに中央自動車道の都留バスストップがあり、高速バスが発着する。
| のりば | 運行事業者 | 行先                                                                 | 備考                                                                                     |
| ------ | ---------- | -------------------------------------------------------------------- | ---------------------------------------------------------------------------------------- |
| 1      | 富士急バス | 市内循環（左回り・右回り）：都留市立病院前・赤坂・都留文科大学前方面 | 右回りは3本のみ運行                                                                      |
| 2      | 富士急バス | - 都留市立病院前 - 健康科学大学前 - つるぎ - 宝鉱山                  | - 都留市立病院前行きと健康科学大学行きは平日1本のみ運行 - つるぎ行きは1本のみ運行        |
| 3      | 富士急バス | - 菅野上 - 道坂隧道 - 月夜野                                         | - 道坂隧道行きは4月 - 11月（8月を除く）の土休日2本のみ運行 - 月夜野行きは平日2本のみ運行 |
| 4      | 富士急バス | 大月駅                                                               | 1本のみ運行                                                                              |
| －     | 富士急バス | - 都留文科大学前駅 - 山梨県立リニア見学センター                      |                                                                                          |

## 隣の駅
富士山麓電気鉄道
■富士急行線
赤坂駅 (FJ05) - 都留市駅 (FJ06) - 谷村町駅 (FJ07)